# Masao Mijamoto
Masao Mijamoto (宮本 正男 [mijamoto masao], 1913–1989) byl japonský spisovatel píšící v esperantu, překladatel, redaktor. Esperantistou se stal v roce 1934.

## Dílo
- Kanto de l’koro („Píseň srdce“, 1955)
- Facilaj legajxoj (1961)
- Infanoj de l' atombombo (překlad, 1962)
- Rakontoj de Oogai (překlad, 1962)
- Nova vortaro Esperanto-japana (slovník, 1963)
- La obstino (překlad 1964)
- El japana literaturo (překlad, 1965)
- Japana kvodlibeto (1965)
- Kvin virinoj de amoro (překlad – autor Ihara Saikaku, 1966)
- Pri arto kaj morto („O umění a smrti“, novely o slavných umělcích, 1967)
- El la vivo de Syunkin (překlad, 1968)
- El Manjoo (překlad, 1971)
- Invit' al japanesko („Pozvání do japonského světa“, poezie, 1971)
- Utaaro de Takuboku (překlad, 1974)
- Historieto de la japana E-movado (1975)
- Naskitaj sur la ruino: Okinavo („Narození na troskách Okinawy“, román, 1976)
- El la japana moderna poezio (překlad, 1977)
- Sarkasme kaj entuziasme (eseje, 1979)
- Skiza historio de la utao (esej, 1979)
- Hajka antologio (sbírka překladů básní, 1981)
- La morta suito („Smrtelná suita“, životopisný román, 1984)
- Japanaj vintraj fabeloj (v asociaci SAT, 1989)